# .ad
.ad è il dominio di primo livello nazionale assegnato ad Andorra.